# 글로리홀

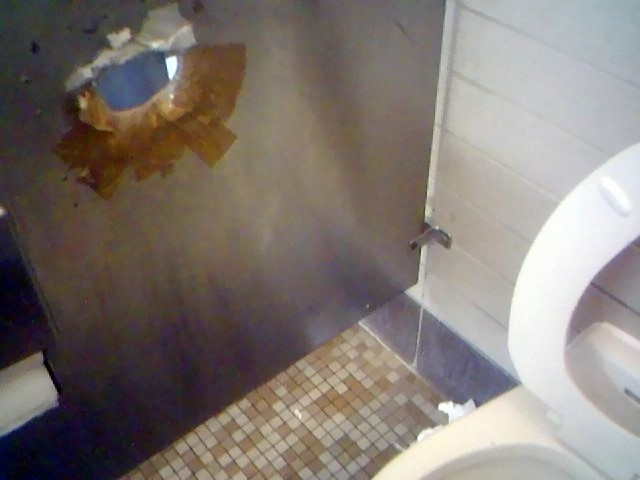
글로리홀

글로리홀(Glory hole)은 공중화장실 칸 내에 남자 성기를 넣을 수 있을 만큼 구멍이 뚫린 칸을 말한다. 포르노와 어덜트 비디오에 자주 나오는 요소로, 성기를 넣은 뒤 사람이 자위를 시켜주거나 오럴 섹스를 한다.

## 같이 보기
- 게이 목욕탕